# Lekkoatletyka na Letnich Igrzyskach Olimpijskich 1960 – bieg na 110 m przez płotki mężczyzn
Bieg na 110 metrów przez płotki mężczyzn podczas XVII Letnich Igrzysk Olimpijskich w Rzymie rozegrano 3 (eliminacje i ćwierćfinały), 5 (półfinały) i 6 września 1960 (finał) na Stadio Olimpico. Zwycięzcą został reprezentant Stanów Zjednoczonych Lee Calhoun, który jako pierwszy w historii tej konkurencji obronił tytuł zdobyty cztery lata wcześniej w Melbourne.

## Rekordy

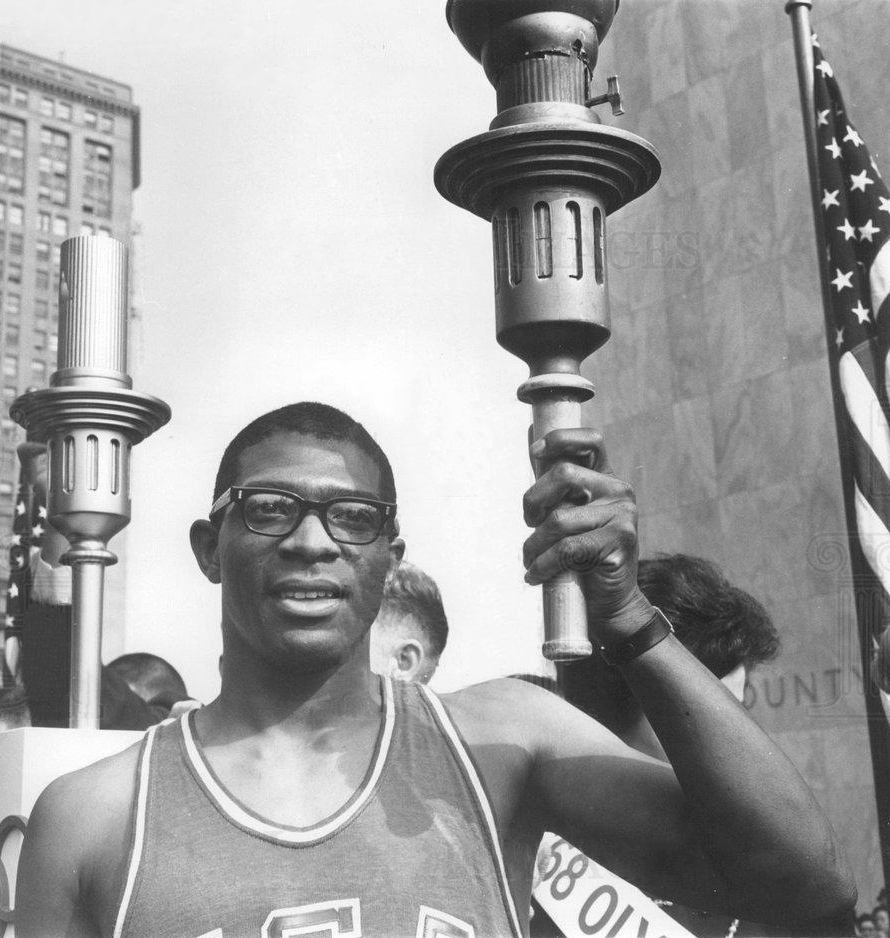
Hayes Jones

|                   | zawodnik     | narodowość        | czas | data                   | miejsce   |
| ----------------- | ------------ | ----------------- | ---- | ---------------------- | --------- |
| Rekord świata     | Martin Lauer | RFN               | 13,2 | 7 lipca 1959(dts)      | Zurych    |
| Rekord świata     | Lee Calhoun  | Stany Zjednoczone | 13,2 | 21 sierpnia 1960(dts)  | Berno     |
| Rekord olimpijski | Lee Calhoun  | Stany Zjednoczone | 13,5 | 26 listopada 1956(dts) | Melbourne |
| Rekord olimpijski | Jack Davis   | Stany Zjednoczone | 13,5 | 26 listopada 1956(dts) | Melbourne |

## Wyniki
| Poz. - pozycja |
| – rekord świata \| – rekord krajowy \| – rekord życiowy \| = – wyrównany rekord życiowy \| · – najlepszy wynik w sezonie \| = – wyrównany najlepszy wynik w sezonie \| – rekord olimpijski |
| Fn – falstart \| DNF – nie ukończył \| DNS – nie wystartował \| DSQ – zdyskwalifikowany |

### Eliminacje
Rozegrano sześć biegów eliminacyjnych. Do ćwierćfinałów awansowało po czterech najlepszych zawodników z każdego biegu (Q).

#### Bieg 1
Wiatr: +0,2 m/s
| Poz. | Zawodnik             | Narodowość         | Rezultat | Uwagi |
| ---- | -------------------- | ------------------ | -------- | ----- |
| 1    | Martin Lauer         | Niemcy             | 14,3     | Q     |
| 2    | Jean Baptiste Okello | Protektorat Ugandy | 14,4     | Q     |
| 3    | Giovanni Cornacchia  | Włochy             | 14,6     | Q     |
| 4    | Marcel Duriez        | Francja            | 14,7     | Q     |
| 5    | Seraphino Antao      | Kolonia Kenii      | 15,0     |       |
| 6    | Çetin Şahiner        | Turcja             | 15,6     |       |

#### Bieg 2
Wiatr: +0,4 m/s
| Poz. | Zawodnik         | Narodowość        | Rezultat | Uwagi |
| ---- | ---------------- | ----------------- | -------- | ----- |
| 1    | Hayes Jones      | Stany Zjednoczone | 14,2     | Q     |
| 2    | Mykoła Berezucki | ZSRR              | 14,3     | Q     |
| 3    | Milad Petrušić   | Jugosławia        | 14,6     | Q     |
| 4    | Paolo Zamboni    | Włochy            | 14,7     | Q     |
| 5    | John Chittick    | Australia         | 14,7     |       |
| –    | Abdul Wardak     | Afganistan        | DNF      |       |

#### Bieg 3
Wiatr: +0,2 m/s
| Poz. | Zawodnik            | Narodowość          | Rezultat | Uwagi |
| ---- | ------------------- | ------------------- | -------- | ----- |
| 1    | Willie May          | Stany Zjednoczone   | 14,0     | Q     |
| 2    | Walentin Czistiakow | ZSRR                | 14,3     | Q     |
| 3    | Bob Birrell         | Wielka Brytania     | 14,7     | Q     |
| 4    | Klaus Gerbig        | Niemcy              | 14,7     | Q     |
| 5    | Saka Oloko          | Protektorat Nigerii | 14,9     |       |
| 6    | Nazzar Al-Jamali    | Irak                | 15,8     |       |

#### Bieg 4
Wiatr: +0,9 m/s
| Poz. | Zawodnik           | Narodowość        | Rezultat | Uwagi |
| ---- | ------------------ | ----------------- | -------- | ----- |
| 1    | Lee Calhoun        | Stany Zjednoczone | 14,3     | Q     |
| 2    | Edmond Roudnitska  | Francja           | 14,4     | Q     |
| 3    | Ghulam Raziq       | Pakistan          | 14,6     | Q     |
| 4    | Peter Hildreth     | Wielka Brytania   | 14,8     | Q     |
| 5    | Jeorjos Marselos   | Grecja            | 14,8     |       |
| 6    | Pétur Rögnvaldsson | Islandia          | 13,2     |       |
| –    | Isaac Elie         | Sudan             | DNF      |       |

#### Bieg 5
Wiatr: +0,9 m/s
| Poz. | Zawodnik       | Narodowość                 | Rezultat | Uwagi |
| ---- | -------------- | -------------------------- | -------- | ----- |
| 1    | Keith Gardner  | Federacja Indii Zachodnich | 14,3     | Q     |
| 2    | Stanko Lorger  | Jugosławia                 | 14,4     | Q     |
| 3    | Nereo Svara    | Włochy                     | 14,9     | Q     |
| 4    | Vic Matthews   | Wielka Brytania            | 14,9     | Q     |
| 5    | Jagmohan Singh | Indie                      | 15,2     |       |
| 6    | Abdul Malik    | Pakistan                   | 15,4     |       |

#### Bieg 6
Wiatr: +0,1 m/s
| Poz. | Zawodnik            | Narodowość         | Rezultat | Uwagi |
| ---- | ------------------- | ------------------ | -------- | ----- |
| 1    | Anatolij Michajłow  | ZSRR               | 14,4     | Q     |
| 2    | Karl-Ernst Schottes | Niemcy             | 14,8     | Q     |
| 3    | Roman Muzyk         | Polska             | 14,8     | Q     |
| 4    | Aggrey Awori        | Protektorat Ugandy | 15,2     | Q     |
| 5    | Jacques Déprez      | Francja            | 17,1     |       |
| –    | Eef Kamerbeek       | Holandia           | DNS      |       |

### Ćwierćfinały
Rozegrano cztery biegi ćwierćfinałowe. Do półfinałów awansowało po trzech najlepszych zawodników z każdego biegu (Q).

#### Bieg 1
Wiatr: 0,0 m/s
| Poz. | Zawodnik             | Narodowość         | Rezultat | Uwagi |
| ---- | -------------------- | ------------------ | -------- | ----- |
| 1    | Lee Calhoun          | Stany Zjednoczone  | 14,1     | Q     |
| 2    | Jean Baptiste Okello | Protektorat Ugandy | 14,3     | Q     |
| 3    | Mykoła Berezucki     | ZSRR               | 14,4     | Q     |
| 4    | Giovanni Cornacchia  | Włochy             | 14,5     |       |
| 5    | Peter Hildreth       | Wielka Brytania    | 14,6     |       |
| 6    | Karl-Ernst Schottes  | Niemcy             | 14,6     |       |

#### Bieg 2
Wiatr: 0,0 m/s
| Poz. | Zawodnik          | Narodowość                 | Rezultat | Uwagi |
| ---- | ----------------- | -------------------------- | -------- | ----- |
| 1    | Martin Lauer      | Niemcy                     | 13,9     | Q     |
| 2    | Keith Gardner     | Federacja Indii Zachodnich | 14,3     | Q     |
| 3    | Ghulam Raziq      | Pakistan                   | 14,4     | Q     |
| 4    | Edmond Roudnitska | Francja                    | 14,5     |       |
| 5    | Milad Petrušić    | Jugosławia                 | 14,6     |       |
| 6    | Paolo Zamboni     | Włochy                     | 14,9     |       |

#### Bieg 3
Wiatr: 0,0 m/s
| Poz. | Zawodnik           | Narodowość         | Rezultat | Uwagi |
| ---- | ------------------ | ------------------ | -------- | ----- |
| 1    | Willie May         | Stany Zjednoczone  | 13,8     | Q     |
| 2    | Anatolij Michajłow | ZSRR               | 13,9     | Q     |
| 3    | Stanko Lorger      | Jugosławia         | 14,4     | Q     |
| 4    | Aggrey Awori       | Protektorat Ugandy | 14,8     |       |
| 5    | Klaus Gerbig       | Niemcy             | 14,8     |       |
| 6    | Vic Matthews       | Wielka Brytania    | 15,0     |       |

#### Bieg 4
Wiatr: 0,0 m/s
| Poz. | Zawodnik            | Narodowość        | Rezultat | Uwagi |
| ---- | ------------------- | ----------------- | -------- | ----- |
| 1    | Hayes Jones         | Stany Zjednoczone | 14,1     | Q     |
| 2    | Walentin Czistiakow | ZSRR              | 14,3     | Q     |
| 3    | Nereo Svara         | Włochy            | 14,4     | Q     |
| 4    | Roman Muzyk         | Polska            | 14,5     |       |
| 5    | Bob Birrell         | Wielka Brytania   | 14,6     |       |
| 6    | Marcel Duriez       | Francja           | 15,0     |       |

### Półfinały
Rozegrano dwa biegi półfinałowe. Do finału awansowało po trzech najlepszych zawodników z każdego biegu (Q).

#### Bieg 1
Wiatr: +0,1 m/s
| Poz. | Zawodnik             | Narodowość                 | Rezultat | Uwagi |
| ---- | -------------------- | -------------------------- | -------- | ----- |
| 1    | Willie May           | Stany Zjednoczone          | 13,7     | Q     |
| 2    | Hayes Jones          | Stany Zjednoczone          | 14,1     | Q     |
| 3    | Keith Gardner        | Federacja Indii Zachodnich | 14,2     | Q     |
| 4    | Nereo Svara          | Włochy                     | 14,3     |       |
| 5    | Jean Baptiste Okello | Protektorat Ugandy         | 14,4     |       |
| 6    | Mykoła Berezucki     | ZSRR                       | 14,6     |       |

#### Bieg 2
Wiatr: +0,1 m/s
| Poz. | Zawodnik            | Narodowość        | Rezultat | Uwagi |
| ---- | ------------------- | ----------------- | -------- | ----- |
| 1    | Lee Calhoun         | Stany Zjednoczone | 13,7     | Q     |
| 2    | Martin Lauer        | Niemcy            | 14,0     | Q     |
| 3    | Walentin Czistiakow | ZSRR              | 14,3     | Q     |
| 4    | Ghulam Raziq        | Pakistan          | 14,3     |       |
| 5    | Stanko Lorger       | Jugosławia        | 14,5     |       |
| –    | Anatolij Michajłow  | ZSRR              | DNF      |       |

### Finał
Wiatr: +0,1 m/s
| Poz. | Zawodnik            | Narodowość                 | Rezultat | Uwagi |
| ---- | ------------------- | -------------------------- | -------- | ----- |
| 1    | Lee Calhoun         | Stany Zjednoczone          | 13,8     |       |
| 2    | Willie May          | Stany Zjednoczone          | 13,8     |       |
| 3    | Hayes Jones         | Stany Zjednoczone          | 14,0     |       |
| 4    | Martin Lauer        | Niemcy                     | 14,0     |       |
| 5    | Keith Gardner       | Federacja Indii Zachodnich | 14,4     |       |
| 6    | Walentin Czistiakow | ZSRR                       | 14,6     |       |